# Nickey Iyambo
Nickey Iyambo (Onayena, Oshikoto, 20 de mayo de 1936-19 de mayo de 2019) fue un político y médico namibio. Un miembro de la SWAPO, estuvo en el gabinete ministerial namibio desde la independencia en marzo de 1990. Fue ministro de la Agricultura, el Agua y la Silvicultura desde 2005.

## Educación
Obtuvo cuatro licenciaturas de la Universidad de Helsinki en Finlandia, la primera en ciencias en 1969, la segunda en ciencia política en 1970, la tercera en medicina en 1974 y un doctorado de medicina en 1980.

## Carrera
Fue el primer jefe negro de la oficina de correos entre 1962 y 1963, pero huyó al exilio con la SWAPO en 1964. Fue uno de los primeros miembros de la SWAPO en irse al exilio y ayudó al establecimiento de la relación estrecha entre la SWAPO y la Tanzania de Julius Nyerere.